# Anthohebella tubitheca
Anthohebella tubitheca är en nässeldjursart som först beskrevs av Wilfrid Arthur Millard och Bouillon 1975.  Anthohebella tubitheca ingår i släktet Anthohebella och familjen Hebellidae. Inga underarter finns listade i Catalogue of Life.